# Walter Ballarin
Walter Ballarin (San Pietro in Volta, 19 gennaio 1953) è un ex calciatore italiano, di ruolo attaccante.

## Carriera
Dopo gli esordi in Serie D con la Mestrina, si trasferisce al Lanerossi Vicenza. Con i biancorossi disputa due campionati di Serie A, ma solo nel secondo debutta in prima squadra esordendo in Serie A il 30 dicembre 1972 in Lanerossi Vicenza-Roma (0-0). In totale disputa 5 gare in massima serie. Dopo una stagione in Serie C con il Belluno, nel 1974 si trasferisce in Serie B al Pescara dove disputa 18 gare segnando 2 reti.  La stagione seguente va al Padova, dove disputa due stagioni in Serie C ed è capocannoniere del girone A nel 1975-76.
Dopo un altro campionato di Serie C con il Trento, passa al Siracusa dove nel torneo 1978-79 ottiene la promozione in Serie C1, vince il titolo di capocannoniere del girone D di Serie C2 e conquista la Coppa Italia Semiprofessionisti. Negli anni ottanta alterna stagioni in Serie C1 e in Serie C2, prima con la Ternana, poi con Barletta e Venezia. Termina la sua carriera nel campionato Interregionale con il San Donà con cui gioca per quattro annate.
In carriera ha totalizzato complessivamente 5 presenze in Serie A e 18 presenze e 2 reti in Serie B.

## Palmarès

### Club

#### Competizioni nazionali
- Coppa Italia Semiprofessionisti: 1

Siracusa: 1978-1979
- Serie C2: 1

Barletta: 1981-1982

#### Competizioni regionali
- Promozione: 1

San Donà: 1985-1986

### Individuale
- Capocannoniere Serie C: 1

1975-1976 (15 gol)
- Capocannoniere Serie C2: 1

1978-1979 (17 gol)